# (6245) Ikufumi
(6245) Ikufumi es un asteroide perteneciente al cinturón de asteroides, región del sistema solar que se encuentra entre las órbitas de Marte y Júpiter, descubierto el 27 de septiembre de 1990 por Takeshi Urata desde el Observatorio de Nihondaira, Shimizu-ku, Japón.

## Designación y nombre
Designado provisionalmente como 1990 SO4. Fue nombrado Ikufumi en homenaje a Ikufumi Makino, ingeniero de sistemas de telecomunicaciones y astrónomo aficionado activo. Su amplio conocimiento de las tecnologías informáticas le ha permitido contribuir con importantes artículos sobre sistemas para hacer observaciones, a revistas astronómicas. Ha desempeñado un importante papel en la introducción y difusión de la herramienta de reducción de datos Astrométrica en Japón. Es miembro colaborador del Observatorio Nihondaira.

## Características orbitales
Ikufumi está situado a una distancia media del Sol de 2,301 ua, pudiendo alejarse hasta 2,711 ua y acercarse hasta 1,890 ua. Su excentricidad es 0,178 y la inclinación orbital 8,016 grados. Emplea 1275,12 días en completar una órbita alrededor del Sol.

## Características físicas
La magnitud absoluta de Ikufumi es 13,3. Tiene 8,105 km de diámetro y su albedo se estima en 0,129. 